# Max Witzigmann
Max Witzigmann (* 1974 in München) ist ein österreichischer Journalist und Autor.

## Werdegang
Max Witzigmann ist der Sohn des „Jahrhundertkochs“ Eckart Witzigmann (* 1941).
Er produzierte von 1995 bis 1998 für Radio Energy 93,3 die Comedy-Show Klub Ma:d, die er zusammen mit Murmel Clausen moderierte. Für die Show entdeckte er das Comedyduo Erkan und Stefan.
Danach schrieb er unter anderem die Kolumne Killerquoten & Quotenkiller für die Welt am Sonntag, das Drehbuch für beide Staffeln von Darüber lacht die Welt (zusammen mit Hape Kerkeling und Jens Teutsch-Majowski) sowie das Drehbuch zu drei Staffeln von Tramitz and Friends (zusammen mit Murmel Clausen und Christian Tramitz).
2011 verfasste er für die Website des SZ-Magazins den Blog Küchenzeilen, für den er mehrere Praktika als Küchenhelfer bei Restaurants in Deutschland und Österreich absolvierte.

## Bücher
- Mit Clemens Haipl (2011): Goodbye Rock'n Roll!: Eine Vätergeschichte in 256 E-Mails, Braumüller Literaturverlag. ISBN 3992000214.